# Campionat d'Espanya de ciclisme en pista
El Campionat d'Espanya de ciclisme en pista és una competició ciclista que es disputa a Espanya per determinar els campions de les diferents modalitats de ciclisme en pista. Es disputa anualment i és organitzat per la Federació Espanyola de Ciclisme.

## Història
Les primeres modalitats que van néixer varen ser les de velocitat (1883) i de mig fons darrere moto stayer (1908), en qualitat de principals proves representatives de curta i llarga distància, respectivament. Després es va incorporar el mig fons darrere moto comercial (1941).
La resta de disciplines es varen anar incorporant a mesura que assolien força i adeptes entre ciclistes i públic: puntuació (1941), persecució (1949), americana (o madison) (1952), quilòmetre (1971), persecució per equips (1974), velocitat per equips (1994), keirin (1995), escratx (2002) i omnium (2010).
El ciclisme femení es va desenvolupar molt més tard i per això els campionats no es varen organitzar fins als anys 80 amb la celebració de les proves de velocitat i persecució (1987). Després es varen afegir la resta de modalitats: puntuació (1993), 500 metres (1995), keirin i escratx (2002), velocitat i persecució per equips (2009), omnium (2010) i americana (2017).
En tots els casos les proves varen patir interrupcions per multitud de factors: falta de corredors, de clubs organitzadors, d'afició o per causes de força major com la Guerra Civil.

## Proves masculines individuals

### Velocitat
| Any          | Seu                                 | Campió                                  | Notes                                            |
| ------------ | ----------------------------------- | --------------------------------------- | ------------------------------------------------ |
| 1883         | Velòdrom del Retiro, Madrid         | Nicolás Echagüe                         |                                                  |
| 1884         | Madrid                              | Nicolás Echagüe                         |                                                  |
| 1885         | Madrid                              | José Ribera                             |                                                  |
| 1886         | Madrid                              | Arturo Periquet                         |                                                  |
| 1887         | Velòdrom del Retiro, Madrid         | José Ribera                             |                                                  |
| 1888         | Madrid                              | Arturo Periquet                         |                                                  |
| 1889         | Velòdrom de La Albericia, Santander | Luis Peláez Quintanilla                 |                                                  |
| 1890         | Velòdrom de La Albericia, Santander | José López Coterilla                    |                                                  |
| 1891         | Madrid                              | Luis del Campo                          |                                                  |
| 1892         | No es va disputar                   | No es va disputar                       | No es va disputar                                |
| 1893         | Madrid                              | Luis del Campo                          |                                                  |
| 1894         | Velòdrom de Las Delicias, Madrid    | Manuel Lacasa                           |                                                  |
| 1895         | Velòdrom de Las Delicias, Madrid    | Manuel Lacasa                           |                                                  |
| 1896         | Velòdrom de Las Delicias, Madrid    | Julián Lozano                           |                                                  |
| 1897 – 1898  | No es va disputar                   | No es va disputar                       | No es va disputar                                |
| 1899         | Velòdrom dels Camps Elisis, Madrid  | No es va disputar                       |                                                  |
| 1900 – 1903  | No es va disputar                   | No es va disputar                       | No es va disputar                                |
| 1904         | Velòdrom de Tirador, Palma          | Manuel Neira                            |                                                  |
| 1905         | No es va disputar                   | No es va disputar                       | No es va disputar                                |
| 1906         | Velòdrom de La Creu Alta, Sabadell  | No es va disputar                       |                                                  |
| 1907         | No es va disputar                   | No es va disputar                       | No es va disputar                                |
| 1908         | Velòdrom d'Atotxa, Sant Sebastià    | Jaume Duran                             |                                                  |
| 1909         | Velòdrom Parc d'Sports, Barcelona   | Jaume Duran                             |                                                  |
| 1910         | Avilés                              | Jaume Duran                             |                                                  |
| 1911         | Velòdrom d'Atotxa, Sant Sebastià    | Jaume Duran                             |                                                  |
| 1912         | No es va disputar                   | No es va disputar                       | No es va disputar                                |
| 1913         | Velòdrom de Manacor                 | Joaquim Rubio                           |                                                  |
| 1914         | Velòdrom de Tirador, Palma          | Gabriel Oliver                          |                                                  |
| 1915         | Monestir Park, Llucmajor            | Joaquim Rubio                           |                                                  |
| 1916         | Velòdrom de Tirador, Palma          | Óscar Leblanc                           |                                                  |
| 1917         | No es va disputar                   | No es va disputar                       | No es va disputar                                |
| 1918         | No es va disputar                   | No es va disputar                       | No es va disputar                                |
| 1919         | Velòdrom de Tirador, Palma          | Miquel Bover Salom                      |                                                  |
| 1920         | Velòdrom de Tirador, Palma          | Miquel Bover Salom                      |                                                  |
| 1921         | Velòdrom de Tirador, Palma          | Joan Baptista Llorens                   |                                                  |
| 1922         | Villarreal                          | Joan Baptista Llorens                   |                                                  |
| 1923         | Velòdrom de Ciudad Lineal, Madrid   | Joan Baptista Llorens                   |                                                  |
| 1924         | Badalona                            | Joan Baptista Llorens                   |                                                  |
| 1925         | Velòdrom de Ciudad Lineal, Madrid   | Julián Español                          |                                                  |
| 1926         | Mendizorroza, Vitòria               | Julián Español                          |                                                  |
| 1927         | Vallejo, València                   | Joan Baptista Llorens                   |                                                  |
| 1928         | Vallejo, València                   | Antonio Torres                          |                                                  |
| 1929         | Sants, Barcelona                    | Julián Español                          |                                                  |
| 1930         | Velòdrom de Torrero, Saragossa      | Julián Español                          |                                                  |
| 1931         | Velòdrom de Tirador, Palma          | Julián Español                          |                                                  |
| 1932         | Velòdrom de Torrero, Saragossa      | Joan Plans                              |                                                  |
| 1933         | Velòdrom de Torrero, Saragossa      | Joan Plans                              |                                                  |
| 1934         | Velòdrom de Tirador, Palma          | Josep Nicolau                           |                                                  |
| 1935         | Velòdrom de Tirador, Palma          | Joan Plans                              |                                                  |
| 1936         | Velòdrom de Tirador, Palma          | No es va disputar                       | Suspès per l'esclat de la Guerra Civil espanyola |
| 1937         | No es va disputar                   | No es va disputar                       | No es va disputar                                |
| 1938         | No es va disputar                   | No es va disputar                       | No es va disputar                                |
| 1939         | Velòdrom de Tirador, Palma          | Joan Plans                              |                                                  |
| 1940         | Velòdrom de Tirador, Palma          | Miquel Llompart                         |                                                  |
| 1941         | Velòdrom de Tirador, Palma          | Joan Plans                              |                                                  |
| 1942         | Velòdrom de Ciudad Lineal, Madrid   | Joan Plans                              |                                                  |
| 1943         | Velòdrom de Tortosa                 | Joan Plans                              |                                                  |
| 1944         | Velòdrom de Tirador, Palma          | Alejandro Fombellida                    |                                                  |
| 1945         | Velòdrom de Tortosa                 | Joan Plans                              |                                                  |
| 1946         | Reus                                | Alejandro Fombellida                    |                                                  |
| 1947         | Velòdrom de Tirador, Palma          | Guillem Timoner                         |                                                  |
| 1948         | Velòdrom de Tirador, Palma          | Guillem Timoner                         |                                                  |
| 1949         | Velòdrom de Mataró                  | Miquel Poblet                           |                                                  |
| 1950         | Velòdrom de Tirador, Palma          | Guillem Timoner                         |                                                  |
| 1951 (prof.) | Pavelló de l'Esport, Barcelona      | Miquel Poblet                           |                                                  |
| 1951 (amat.) | Velòdrom de Gràcia, Barcelona       | José Saura                              |                                                  |
| 1952 (prof.) | No es va disputar                   | No es va disputar                       | No es va disputar                                |
| 1952 (amat.) | Velòdrom de Gràcia, Barcelona       | Santiago Mostajo                        |                                                  |
| 1953 (prof.) | No es va disputar                   | No es va disputar                       | No es va disputar                                |
| 1953 (amat.) | Velòdrom de Gràcia, Barcelona       | Antonio Bertrán                         |                                                  |
| 1954 (prof.) | Velòdrom de Tirador, Palma          | No es va disputar                       |                                                  |
| 1954 (amat.) | No es va disputar                   | No es va disputar                       | No es va disputar                                |
| 1955 (prof.) | No es va disputar                   | No es va disputar                       | No es va disputar                                |
| 1955 (amat.) | Velòdrom de Mataró                  | Francesc Tortella                       |                                                  |
| 1956 (prof.) | Velòdrom de Tirador, Palma          | Guillem Timoner                         |                                                  |
| 1956 (amat.) | Velòdrom de Mataró                  | Francesc Tortella                       |                                                  |
| 1957 (prof.) | Velòdrom de Mataró                  | Miquel Poblet                           |                                                  |
| 1957 (amat.) | Algemesí                            | Antoni Carreras                         |                                                  |
| 1958 (prof.) | No es va disputar                   | No es va disputar                       | No es va disputar                                |
| 1958 (amat.) | Velòdrom de Mataró                  | Joan Martí Julià                        |                                                  |
| 1959 (prof.) | Velòdrom de Mataró                  | Miquel Poblet                           |                                                  |
| 1959 (amat.) | Velòdrom de Mataró                  | Francesc Tortella                       |                                                  |
| 1960 (prof.) | Velòdrom de Mataró                  | Miquel Poblet                           |                                                  |
| 1960 (amat.) | Velòdrom de Mataró                  | Francesc Tortella                       |                                                  |
| 1961 (prof.) | Velòdrom de Mataró                  | Miquel Poblet                           |                                                  |
| 1961 (amat.) | Velòdrom de Mataró                  | Jordi Terricabris                       |                                                  |
| 1962 (prof.) | Velòdrom de Mataró                  | Miquel Poblet                           |                                                  |
| 1962 (amat.) | Velòdrom de Mataró                  | José María Puig                         |                                                  |
| 1963 (prof.) | Velòdrom de Mataró                  | Francesc Tortella                       |                                                  |
| 1963 (amat.) | Velòdrom de Mataró                  | Jordi Cañellas                          |                                                  |
| 1964 (prof.) | Velòdrom de Mataró                  | Francesc Tortella                       |                                                  |
| 1964 (amat.) | Velòdrom de Mataró                  | Jordi Cañellas                          |                                                  |
| 1965 (prof.) | Velòdrom de Mataró                  | Francesc Tortella                       |                                                  |
| 1965 (amat.) | Velòdrom de Mataró                  | Jordi Cañellas                          |                                                  |
| 1966 (prof.) | No es va disputar                   | No es va disputar                       | No es va disputar                                |
| 1966 (amat.) | No es va disputar                   | No es va disputar                       | No es va disputar                                |
| 1967 (prof.) | Palau d'Esports, Madrid             | Juan Carlos Pérez                       |                                                  |
| 1967 (amat.) | Palau d'Esports, Madrid             | José Luis Errandonea                    |                                                  |
| 1968 (prof.) | No es va disputar                   | No es va disputar                       | No es va disputar                                |
| 1968 (amat.) | No es va disputar                   | No es va disputar                       | No es va disputar                                |
| 1969 (prof.) | Palau d'Esports, Madrid             | José Luis Errandonea                    |                                                  |
| 1969 (amat.) | Palau d'Esports, Madrid             | Ramon Torra                             |                                                  |
| 1970         | No es va disputar                   | No es va disputar                       | No es va disputar                                |
| 1971         | El Tiemblo                          | Félix Suárez                            |                                                  |
| 1972         | Velòdrom d'Anoeta, Sant Sebastià    | Félix Suárez                            |                                                  |
| 1973         | Velòdrom de Campos                  | Félix Suárez                            |                                                  |
| 1974         | Velòdrom d'Anoeta, Sant Sebastià    | Félix Suárez                            |                                                  |
| 1975         | Velòdrom d'Anoeta, Sant Sebastià    | Fernand Lajo                            |                                                  |
| 1976         | Velòdrom Andreu Oliver, Algaida     | Julián de Frutos                        |                                                  |
| 1977         | Lleida                              | Adolfo Marín                            |                                                  |
| 1978         | Velòdrom de Tortosa                 | Antxon Lekuona                          |                                                  |
| 1979         | Velòdrom Andreu Oliver, Algaida     | Avelino Perea                           |                                                  |
| 1980         | Velòdrom d'Anoeta, Sant Sebastià    | Avelino Perea                           |                                                  |
| 1981         | Velòdrom d'Anoeta, Sant Sebastià    | Antonio Esparza                         |                                                  |
| 1982         | Saix                                | Antxon Lekuona                          |                                                  |
| 1983         | Saragossa                           | Juan Alandete                           |                                                  |
| 1984         | Velòdrom d'Horta, Barcelona         | Javier Ander Egg                        |                                                  |
| 1985         | Alcalá de Henares                   | Juan Luis Ortega                        |                                                  |
| 1986         | Silla                               | Juan Alandete                           |                                                  |
| 1987         | Velòdrom d'Horta, Barcelona         | José Javier Gil                         |                                                  |
| 1988         | Velòdrom d'Horta, Barcelona         | José Manuel Moreno                      |                                                  |
| 1989         | Chiclana de la Frontera             | José Manuel Moreno                      |                                                  |
| 1990         | Alcalá de Henares                   | José Manuel Moreno                      |                                                  |
| 1991         | Tomelloso                           | José Manuel Moreno                      |                                                  |
| 1992         | Palau Velòdrom Lluís Puig, València | José Antonio Escuredo                   |                                                  |
| 1993         | Palau Velòdrom Lluís Puig, València | José Manuel Moreno                      |                                                  |
| 1994         | Alcázar de San Juan                 | Alberto Roca                            |                                                  |
| 1995         | Palau Velòdrom Lluís Puig, València | José Antonio Escuredo                   |                                                  |
| 1996         | Velòdrom de Son Moix, Palma         | José Antonio Escuredo                   |                                                  |
| 1997         | Velòdrom de Son Moix, Palma         | José Antonio Escuredo                   |                                                  |
| 1998         | Palau Velòdrom Lluís Puig, València | José Manuel Moreno                      |                                                  |
| 1999         | Palau Velòdrom Lluís Puig, València | José Antonio Escuredo                   |                                                  |
| 2000         | Palau Velòdrom Lluís Puig, València | Salvador Melià                          |                                                  |
| 2001         | Palau Velòdrom Lluís Puig, València | José Antonio Villanueva                 |                                                  |
| 2002         | Palau Velòdrom Lluís Puig, València | José Antonio Villanueva                 |                                                  |
| 2003         | Palau Velòdrom Lluís Puig, València | José Antonio Villanueva                 |                                                  |
| 2004         | Velòdrom de Son Moix, Palma         | José Antonio Escuredo                   |                                                  |
| 2005         | Velòdrom Miguel Indurain, Tafalla   | Alfred Moreno                           |                                                  |
| 2006         | Velòdrom Miguel Indurain, Tafalla   | José Antonio Villanueva                 |                                                  |
| 2007         | Palma Arena, Palma                  | José Antonio Villanueva                 |                                                  |
| 2008         | Palma Arena, Palma                  | Álvaro Alonso                           |                                                  |
| 2009         | Palma Arena, Palma                  | José Antonio Escuredo                   |                                                  |
| 2010         | Palma Arena, Palma                  | Itmar Esteban                           |                                                  |
| 2011         | Palma Arena, Palma                  | José Antonio Escuredo                   |                                                  |
| 2012         | Palma Arena, Palma                  | José Moreno                             |                                                  |
| 2013         | Velòdrom Miguel Indurain, Tafalla   | Juan Peralta                            |                                                  |
| 2014         | Galapagar                           | Juan Peralta                            |                                                  |
| 2015         | Galapagar                           | Juan Peralta                            |                                                  |
| 2016         | Palma Arena, Palma                  | Juan Peralta                            |                                                  |
| 2017         | Palma Arena, Palma                  | Juan Peralta                            |                                                  |
| 2018         | Palau Velòdrom Lluís Puig, València | Juan Peralta                            |                                                  |
| 2019         | Palau Velòdrom Lluís Puig, València | José Moreno                             |                                                  |
| 2020         | Velòdrom Miguel Indurain, Tafalla   | Ajornat per la pandèmia del coronavirus |                                                  |

### Mig fons rere moto stayer
| Any               | Seu                                 | Campió                    | Notes                                                   |
| ----------------- | ----------------------------------- | ------------------------- | ------------------------------------------------------- |
| 1908              | Velòdrom de Tirador, Palma          | Otilio Borrás             |                                                         |
| 1909              | Velòdrom Parc d'Sports, Barcelona   | Otilio Borrás             |                                                         |
| 1910              | Avilés                              | Vicente Blanco            |                                                         |
| 1911              | No es va disputar                   | No es va disputar         | No es va disputar                                       |
| 1912              | No es va disputar                   | No es va disputar         | No es va disputar                                       |
| 1913              | Velòdrom de Tirador, Palma          | Jaume Mayol               |                                                         |
| 1914              | Velòdrom de Tirador, Palma          | Simó Febrer               |                                                         |
| 1915              | Velòdrom de Tirador, Palma          | Simó Febrer               |                                                         |
| 1916              | Velòdrom de Tirador, Palma          | Simó Febrer               |                                                         |
| 1917              | Velòdrom de Tirador, Palma          | Miquel Bover Salom        |                                                         |
| 1918              | Velòdrom de Tirador, Palma          | Simó Febrer               |                                                         |
| 1919              | Velòdrom de Tirador, Palma          | Miquel Bover Salom        |                                                         |
| 1920              | Velòdrom de Tirador, Palma          | Miquel Bover Salom        |                                                         |
| 1921              | Velòdrom de Tirador, Palma          | Gaspar Pocoví             | No oficial. Anul·lat per la UVE                         |
| 1922              | Villarreal                          | Joan Baptista Llorens     |                                                         |
| 1923              | Velòdrom de Ciudad Lineal, Madrid   | Gerardo Molina            |                                                         |
| 1924              | La Creu Alta, Sabadell              | Miquel Bover Salom        |                                                         |
| 1925              | Mendizorroza, Vitòria               | Miquel Bover Salom        |                                                         |
| 1926              | Velòdrom de Tirador, Palma          | Miquel Bover Salom        |                                                         |
| 1927              | Velòdrom de Tirador, Palma          | Josep Cebrián             |                                                         |
| 1928              | Sants, Barcelona                    | Josep Cebrián             |                                                         |
| 1929              | Velòdrom de Tirador, Palma          | Josep Cebrián             |                                                         |
| 1930              | Sants, Barcelona                    | Julián Español            |                                                         |
| 1931              | Velòdrom de Tirador, Palma          | Josep Cebrián             |                                                         |
| 1932              | Sants, Barcelona                    | No es va disputar         | No es va disputar per la clausura del velòdrom de Sants |
| 1933              | No es va disputar                   | No es va disputar         | No es va disputar                                       |
| 1934              | Velòdrom de Tirador, Palma          | Josep Cebrián             |                                                         |
| 1935              | Velòdrom de Tirador, Palma          | No es va disputar         | Suspès per manca de prou inscrits                       |
| 1936              | Velòdrom de Tirador, Palma          | No es va disputar         | Suspès per l'esclat de la Guerra Civil espanyola        |
| 1937 – 1939       | No es va disputar                   | No es va disputar         | No es va disputar                                       |
| 1940              | Velòdrom de Tirador, Palma          | Joan Bover                |                                                         |
| 1941              | Velòdrom de Tirador, Palma          | Miquel Llompart           |                                                         |
| 1942              | No es va disputar                   | No es va disputar         | No es va disputar                                       |
| 1943              | Velòdrom de Tirador, Palma          | Miquel Llompart           |                                                         |
| 1944              | Velòdrom de Tirador, Palma          | No es va disputar         |                                                         |
| 1945              | Velòdrom de Tirador, Palma          | Guillem Timoner           |                                                         |
| 1946              | Velòdrom de Tirador, Palma          | Guillem Timoner           |                                                         |
| 1947              | Velòdrom de Tirador, Palma          | Guillem Timoner           |                                                         |
| 1948              | Velòdrom de Tirador, Palma          | No es va disputar         |                                                         |
| 1949              | Velòdrom de Tirador, Palma          | Guillem Timoner           |                                                         |
| 1950 – 1964       | No es va disputar                   | No es va disputar         | No es va disputar                                       |
| 1965 (prof.)      | Velòdrom d'Anoeta, Sant Sebastià    | Pere Josep Gomila         |                                                         |
| 1965 (amat.)      | Velòdrom de Tirador, Palma          | Miquel Mas                |                                                         |
| 1966 (prof.)      | No es va disputar                   | No es va disputar         | No es va disputar                                       |
| 1966 (amat.)      | Velòdrom d'Anoeta, Sant Sebastià    | Francesc Julià            |                                                         |
| 1967 – 1969       | No es va disputar                   | No es va disputar         | No es va disputar                                       |
| 1970              | El Tiemblo                          | Bartomeu Caldentey        |                                                         |
| 1971              | El Tiemblo                          | Bartomeu Caldentey        |                                                         |
| 1972              | Velòdrom de Tirador, Palma          | Bartomeu Caldentey        |                                                         |
| 1973 – 1974       | No es va disputar                   | No es va disputar         | No es va disputar                                       |
| 1975              | Velòdrom Andreu Oliver, Algaida     | Miquel Espinós            |                                                         |
| 1976              | Velòdrom Andreu Oliver, Algaida     | Bartomeu Caldentey        |                                                         |
| 1977              | Velòdrom Andreu Oliver, Algaida     | José María Fuentes        |                                                         |
| 1978              | Velòdrom Andreu Oliver, Algaida     | Bartomeu Caldentey        |                                                         |
| 1979              | Velòdrom Andreu Oliver, Algaida     | Bartomeu Caldentey        |                                                         |
| 1980              | Velòdrom Andreu Oliver, Algaida     | Bartomeu Caldentey        |                                                         |
| 1981              | Velòdrom Andreu Oliver, Algaida     | Jaume Pou                 |                                                         |
| 1982              | No es va disputar                   | No es va disputar         | No es va disputar                                       |
| 1983              | No es va disputar                   | No es va disputar         | No es va disputar                                       |
| 1984              | Velòdrom Andreu Oliver, Algaida     | Guillem Timoner           |                                                         |
| 1985              | No es va disputar                   | No es va disputar         | No es va disputar                                       |
| 1986              | Velòdrom d'Horta, Barcelona         | Jaume Pou                 |                                                         |
| 1987              | Velòdrom de Son Moix, Palma         | Jaume Pou                 |                                                         |
| 1988              | Velòdrom de Son Moix, Palma         | Jaume Riera               |                                                         |
| 1989              | Velòdrom de Son Moix, Palma         | Manuel Arias              |                                                         |
| 1990 – 1991       | No es va disputar                   | No es va disputar         | No es va disputar                                       |
| 1992              | Palau Velòdrom Lluís Puig, València | Miquel Riera              |                                                         |
| 1993 – actualment | Cancel·lat indefinidament           | Cancel·lat indefinidament | Cancel·lat indefinidament                               |

### Mig fons rere moto comercial
| Any               | Seu                               | Campió                    | Notes                     |
| ----------------- | --------------------------------- | ------------------------- | ------------------------- |
| 1941              | Velòdrom de Tirador, Palma        | Miquel Llompart           |                           |
| 1942              | Velòdrom de Ciudad Lineal, Madrid | Antonio Martín            |                           |
| 1943              | Velòdrom de Tortosa               | Antonio Martín            |                           |
| 1944              | Velòdrom de Tirador, Palma        | Miquel Salom              |                           |
| 1945              | Velòdrom de Tortosa               | Guillem Timoner           |                           |
| 1946              | Velòdrom de Tortosa               | Josep Dámaso              |                           |
| 1947              | No es va disputar                 | No es va disputar         | No es va disputar         |
| 1948              | Velòdrom de Mataró                | Guillem Timoner           |                           |
| 1949              | Velòdrom de Mataró                | Guillem Timoner           |                           |
| 1950              | Velòdrom de Mataró                | Guillem Timoner           |                           |
| 1951              | No es va disputar                 | No es va disputar         | No es va disputar         |
| 1952              | Velòdrom de Mataró                | Guillem Timoner           |                           |
| 1953              | Velòdrom de Tortosa               | Josep Dámaso              |                           |
| 1954              | Velòdrom de Campos                | Guillem Timoner           |                           |
| 1955              | Velòdrom de Campos                | Guillem Timoner           |                           |
| 1956 (prof.)      | Velòdrom de Tirador, Palma        | No es va disputar         |                           |
| 1956 (amat.)      | Velòdrom de Tirador, Palma        | No es va disputar         |                           |
| 1957 (prof.)      | Velòdrom de Tirador, Palma        | No es va disputar         |                           |
| 1957 (amat.)      | Velòdrom de Tirador, Palma        | Antoni Carreras           |                           |
| 1958 (prof.)      | No es va disputar                 | No es va disputar         | No es va disputar         |
| 1958 (amat.)      | Velòdrom de Tirador, Palma        | Antoni Carreras           |                           |
| 1959 (prof.)      | Velòdrom de Tirador, Palma        | Guillem Timoner           |                           |
| 1959 (amat.)      | Velòdrom de Tirador, Palma        | Josep Escalas             |                           |
| 1960 (prof.)      | Velòdrom de Tirador, Palma        | Pere Josep Gomila         |                           |
| 1960 (amat.)      | Velòdrom de Tirador, Palma        | Josep Escalas             |                           |
| 1961 (prof.)      | Velòdrom de Tirador, Palma        | Guillem Timoner           |                           |
| 1961 (amat.)      | No es va disputar                 | No es va disputar         | No es va disputar         |
| 1962 (prof.)      | Velòdrom de Tirador, Palma        | Guillem Timoner           |                           |
| 1962 (amat.)      | No es va disputar                 | No es va disputar         | No es va disputar         |
| 1963 (prof.)      | Velòdrom de Tirador, Palma        | Guillem Timoner           |                           |
| 1963 (amat.)      | Velòdrom de Tirador, Palma        | Miquel Mas                |                           |
| 1964 (prof.)      | Velòdrom de Tirador, Palma        | Josep Escalas             |                           |
| 1964 (amat.)      | Velòdrom de Tirador, Palma        | Miquel Mas                |                           |
| 1965 – 1967       | No es va disputar                 | No es va disputar         | No es va disputar         |
| 1968 (prof.)      | Velòdrom de Tirador, Palma        | Amalio Hortelano          |                           |
| 1968 (amat.)      | Velòdrom de Tirador, Palma        | Miquel Adrover            |                           |
| 1969 (prof.)      | Velòdrom de Tirador, Palma        | Amalio Hortelano          |                           |
| 1969 (amat.)      | Velòdrom de Tirador, Palma        | Miquel Adrover            |                           |
| 1970              | Velòdrom de Tirador, Palma        | Francesc Julià            |                           |
| 1971              | El Tiemblo                        | Antoni Cerdà              |                           |
| 1972              | Velòdrom de Tirador, Palma        | Amalio Hortelano          |                           |
| 1973              | Velòdrom de Campos                | Jaume Bordoy              |                           |
| 1974 – 1975       | No es va disputar                 | No es va disputar         | No es va disputar         |
| 1976              | Velòdrom Andreu Oliver, Algaida   | José María Fuentes        |                           |
| 1977              | Velòdrom Andreu Oliver, Algaida   | José María Fuentes        |                           |
| 1978              | Velòdrom Andreu Oliver, Algaida   | Bartomeu Caldentey        |                           |
| 1979              | Velòdrom Andreu Oliver, Algaida   | Bartomeu Caldentey        |                           |
| 1980              | Velòdrom Andreu Oliver, Algaida   | Jaume Pou                 |                           |
| 1981              | Velòdrom Andreu Oliver, Algaida   | Jaume Pou                 |                           |
| 1982              | No es va disputar                 | No es va disputar         | No es va disputar         |
| 1983              | Velòdrom de Campos                | Jaume Pou                 |                           |
| 1984              | Velòdrom Andreu Oliver, Algaida   | Jaume Pou                 |                           |
| 1985 – actualment | Cancel·lat indefinidament         | Cancel·lat indefinidament | Cancel·lat indefinidament |

### Puntuació
| Any          | Seu                                 | Campió                                  | Notes             |
| ------------ | ----------------------------------- | --------------------------------------- | ----------------- |
| 1941         | Velòdrom de Tirador, Palma          | Miquel Llompart                         |                   |
| 1942 – 1944  | No es va disputar                   | No es va disputar                       | No es va disputar |
| 1945         | Velòdrom de Tirador, Palma          | No es va disputar                       |                   |
| 1946         | No es va disputar                   | No es va disputar                       | No es va disputar |
| 1947         | Velòdrom de Tortosa                 | Guillem Timoner                         |                   |
| 1948 – 1949  | No es va disputar                   | No es va disputar                       | No es va disputar |
| 1950         | Velòdrom de les Arenes, Barcelona   | Antonio Navarro                         |                   |
| 1951 (amat.) | Velòdrom de Gràcia, Barcelona       | Antonio Navarro                         |                   |
| 1952 (amat.) | Velòdrom de Gràcia, Barcelona       | Santiago Mostajo                        |                   |
| 1953 – 1959  | No es va disputar                   | No es va disputar                       | No es va disputar |
| 1960 (amat.) | Sa Pista, Artà                      | Antoni Garcias                          |                   |
| 1961 (amat.) | Sa Pista, Artà                      | Sebastià Sastre                         |                   |
| 1962 (amat.) | Velòdrom de Tirador, Palma          | Miquel Mas                              |                   |
| 1963 (amat.) | Velòdrom de Tirador, Palma          | Jordi Cañellas                          |                   |
| 1964 (amat.) | Velòdrom de Tirador, Palma          | Jordi Cañellas                          |                   |
| 1965 – 1971  | No es va disputar                   | No es va disputar                       | No es va disputar |
| 1972         | Velòdrom de Tortosa                 | José Luis Novillo                       |                   |
| 1973         | Velòdrom Francesc Alomar, Sineu     | Bartomeu Caldentey                      |                   |
| 1974         | Velòdrom de Campos                  | Manuel Rodríguez                        |                   |
| 1975         | Velòdrom de Campos                  | Jaume Bordoy                            |                   |
| 1976         | Velòdrom Andreu Oliver, Algaida     | Jordi Olives                            |                   |
| 1977         | No es va disputar                   | No es va disputar                       | No es va disputar |
| 1978         | Velòdrom d'Anoeta, Sant Sebastià    | Vicente Iza                             |                   |
| 1979         | Velòdrom Andreu Oliver, Algaida     | Juan Ignacio Elosegui                   |                   |
| 1980         | Velòdrom d'Anoeta, Sant Sebastià    | Avelino Perea                           |                   |
| 1981         | Velòdrom d'Anoeta, Sant Sebastià    | J. Piñero                               |                   |
| 1982         | Saix                                | Carlos Peregrina                        |                   |
| 1983         | Saragossa                           | Pello Ruiz Cabestany                    |                   |
| 1984         | Velòdrom d'Horta, Barcelona         | Manuel Delgado                          |                   |
| 1985         | Alcalá de Henares                   | Jacques Otegui                          |                   |
| 1986         | Silla                               | Serafí Riera                            |                   |
| 1987         | Velòdrom d'Horta, Barcelona         | Diego Maya                              |                   |
| 1988         | Velòdrom d'Horta, Barcelona         | Eleuterio Anguita                       |                   |
| 1989         | Chiclana de la Frontera             | Miguel Ángel Toledo                     |                   |
| 1990         | Alcalá de Henares                   | Iñaki Aranguren                         |                   |
| 1991         | Tomelloso                           | Gabriel Aynat                           |                   |
| 1992         | Palau Velòdrom Lluís Puig, València | Fernando Escoda                         |                   |
| 1993         | Palau Velòdrom Lluís Puig, València | Santos González                         |                   |
| 1994         | Alcázar de San Juan                 | Ángel Valero                            |                   |
| 1995         | Palau Velòdrom Lluís Puig, València | Miquel Alzamora                         |                   |
| 1996         | Velòdrom de Son Moix, Palma         | Juan Martínez Oliver                    |                   |
| 1997         | Velòdrom de Son Moix, Palma         | Iván Herrero                            |                   |
| 1998         | Palau Velòdrom Lluís Puig, València | Joan Llaneras                           |                   |
| 1999         | Palau Velòdrom Lluís Puig, València | Carles Torrent                          |                   |
| 2000         | Palau Velòdrom Lluís Puig, València | Miquel Alzamora                         |                   |
| 2001         | Palau Velòdrom Lluís Puig, València | Miquel Alzamora                         |                   |
| 2002         | Palau Velòdrom Lluís Puig, València | Joan Llaneras                           |                   |
| 2003         | Palau Velòdrom Lluís Puig, València | Jesús Buendía                           |                   |
| 2004         | Velòdrom de Son Moix, Palma         | Carlos Castaño                          |                   |
| 2005         | Velòdrom Miguel Indurain, Tafalla   | Unai Elorriaga                          |                   |
| 2006         | Velòdrom Miguel Indurain, Tafalla   | Carles Torrent                          |                   |
| 2007         | Palma Arena, Palma                  | Sergi Escobar                           |                   |
| 2008         | Palma Arena, Palma                  | Joan Llaneras                           |                   |
| 2009         | Palma Arena, Palma                  | Unai Elorriaga                          |                   |
| 2010         | Palma Arena, Palma                  | Sergi Escobar                           |                   |
| 2011         | Palma Arena, Palma                  | David Muntaner                          |                   |
| 2012         | Palma Arena, Palma                  | Albert Torres                           |                   |
| 2013         | Velòdrom Miguel Indurain, Tafalla   | David Muntaner                          |                   |
| 2014         | Galapagar                           | Albert Torres                           |                   |
| 2015         | Galapagar                           | Albert Torres                           |                   |
| 2016         | Palma Arena, Palma                  | Sebastián Mora                          |                   |
| 2017         | Palma Arena, Palma                  | Albert Torres                           |                   |
| 2018         | Palau Velòdrom Lluís Puig, València | Eloy Teruel                             |                   |
| 2019         | Palau Velòdrom Lluís Puig, València | Albert Torres                           |                   |
| 2020         | Velòdrom Miguel Indurain, Tafalla   | Ajornat per la pandèmia del coronavirus |                   |

### Persecució
| Any          | Seu                                 | Campió                                  | Notes             |
| ------------ | ----------------------------------- | --------------------------------------- | ----------------- |
| 1949         | Velòdrom de Tirador, Palma          | Guillem Timoner                         |                   |
| 1950 (prof.) | Velòdrom de Mataró                  | Juan Espín                              |                   |
| 1950 (amat.) | Velòdrom de Mataró                  | Josep Medico                            |                   |
| 1951 (prof.) | Pavelló de l'Esport, Barcelona      | Guillem Timoner                         |                   |
| 1951 (amat.) | Velòdrom de Gràcia, Barcelona       | José Saura                              |                   |
| 1952 (prof.) | Velòdrom de Mataró                  | Mariano Corrales                        |                   |
| 1952 (amat.) | Velòdrom de Gràcia, Barcelona       | Josep Medico                            |                   |
| 1953 (prof.) | Velòdrom de Mataró                  | Miquel Bover Pons                       |                   |
| 1953 (amat.) | No es va disputar                   | No es va disputar                       | No es va disputar |
| 1954 (prof.) | Velòdrom de Tirador, Palma          | Miquel Bover Pons                       |                   |
| 1954 (amat.) | No es va disputar                   | No es va disputar                       | No es va disputar |
| 1955 (prof.) | Velòdrom de Campos                  | Miquel Bover Pons                       |                   |
| 1955 (amat.) | Velòdrom de Mataró                  | Josep Casanellas                        |                   |
| 1956 (prof.) | Velòdrom de Tirador, Palma          | Guillem Timoner                         |                   |
| 1956 (amat.) | Velòdrom de Mataró                  | José García Mazo                        |                   |
| 1957 (prof.) | Velòdrom de Tirador, Palma          | Josep Ametllé                           |                   |
| 1957 (amat.) | Algemesí, València                  | Francisco Olcina                        |                   |
| 1958 (prof.) | No es va disputar                   | No es va disputar                       | No es va disputar |
| 1958 (amat.) | Velòdrom de Tirador, Palma          | Joan Vicens                             |                   |
| 1959 (prof.) | Velòdrom de Tirador, Palma          | Antoni Carreras                         |                   |
| 1959 (amat.) | Velòdrom de Tirador, Palma          | Miquel Martorell                        |                   |
| 1960 (prof.) | Velòdrom de Tirador, Palma          | Antoni Carreras                         |                   |
| 1960 (amat.) | Velòdrom de Tirador, Palma          | Francesc Tortella                       |                   |
| 1961 (prof.) | Velòdrom de Tirador, Palma          | Miquel Mora                             |                   |
| 1961 (amat.) | Velòdrom de Campos                  | José María Errandonea                   |                   |
| 1962 (prof.) | Velòdrom de Tirador, Palma          | Miquel Mora                             |                   |
| 1962 (amat.) | Lleida                              | Juan Carlos Pérez                       |                   |
| 1963 (prof.) | Velòdrom de Tirador, Palma          | Miquel Rigo                             |                   |
| 1963 (amat.) | Lleida                              | Lluís Miró                              |                   |
| 1964 (prof.) | Velòdrom de Tirador, Palma          | Francesc Tortella                       |                   |
| 1964 (amat.) | Velòdrom de Tortosa                 | Miquel Mas                              |                   |
| 1965 (prof.) | Velòdrom d'Anoeta, Sant Sebastià    | José María Errandonea                   |                   |
| 1965 (amat.) | Velòdrom d'Anoeta, Sant Sebastià    | José Luis Pou                           |                   |
| 1966 (prof.) | No es va disputar                   | No es va disputar                       | No es va disputar |
| 1966 (amat.) | Velòdrom d'Anoeta, Sant Sebastià    | José Angueira                           |                   |
| 1967 (prof.) | Palau d'Esports, Madrid             | José María Errandonea                   |                   |
| 1967 (amat.) | Palau d'Esports, Madrid             | Roberto Palavecino                      |                   |
| 1968 (prof.) | No es va disputar                   | No es va disputar                       | No es va disputar |
| 1968 (amat.) | Velòdrom d'Anoeta, Sant Sebastià    | Daniel Yuste                            |                   |
| 1969 (prof.) | Palau d'Esports, Madrid             | Daniel Yuste                            |                   |
| 1969 (amat.) | Palau d'Esports, Madrid             | Roberto Palavecino                      |                   |
| 1970         | Velòdrom de Tirador, Palma          | Roberto Palavecino                      |                   |
| 1971         | El Tiemblo                          | Antonio Abad                            |                   |
| 1972         | Velòdrom de Fadura, Getxo           | Miquel Espinós                          |                   |
| 1973         | Velòdrom de Campos                  | Miquel Espinós                          |                   |
| 1974         | Velòdrom d'Anoeta, Sant Sebastià    | Miquel Espinós                          |                   |
| 1975         | Velòdrom d'Anoeta, Sant Sebastià    | Miquel Espinós                          |                   |
| 1976         | Velòdrom Andreu Oliver, Algaida     | Alonso                                  |                   |
| 1977         | Lleida                              | José Recio                              |                   |
| 1978         | Velòdrom de Tortosa                 | Francisco Cambil                        |                   |
| 1979         | Velòdrom Andreu Oliver, Algaida     | Jaume Vilamajó                          |                   |
| 1980         | Velòdrom d'Anoeta, Sant Sebastià    | Avelino Perea                           |                   |
| 1981         | Velòdrom d'Anoeta, Sant Sebastià    | Carlos Peregrina                        |                   |
| 1982         | Saix                                | Pello Ruiz Cabestany                    |                   |
| 1983         | Saragossa                           | Agustín Sebastiá                        |                   |
| 1984         | Velòdrom d'Horta, Barcelona         | Pablo Moreno                            |                   |
| 1985         | Alcalá de Henares                   | Agustín Sebastiá                        |                   |
| 1986         | Silla                               | Agustín Sebastiá                        |                   |
| 1987         | Velòdrom d'Horta, Barcelona         | Agustín Sebastiá                        |                   |
| 1988         | Velòdrom d'Horta, Barcelona         | Agustín Sebastiá                        |                   |
| 1989         | Chiclana de la Frontera             | Eleuterio Mancebo                       |                   |
| 1990         | Alcalá de Henares                   | Bernardo González                       |                   |
| 1991         | Tomelloso                           | Eleuterio Mancebo                       |                   |
| 1992         | Palau Velòdrom Lluís Puig, València | Eleuterio Mancebo                       |                   |
| 1993         | Palau Velòdrom Lluís Puig, València | Jonathan Garrido                        |                   |
| 1994         | Alcázar de San Juan                 | Juan Martínez Oliver                    |                   |
| 1995         | Palau Velòdrom Lluís Puig, València | Santos González                         |                   |
| 1996         | Velòdrom de Son Moix, Palma         | Juan Martínez Oliver                    |                   |
| 1997         | Velòdrom de Son Moix, Palma         | Juan Martínez Oliver                    |                   |
| 1998         | Palau Velòdrom Lluís Puig, València | Joan Llaneras                           |                   |
| 1999         | Palau Velòdrom Lluís Puig, València | Sergi Escobar                           |                   |
| 2000         | Palau Velòdrom Lluís Puig, València | Sergi Escobar                           |                   |
| 2001         | Palau Velòdrom Lluís Puig, València | Sergi Escobar                           |                   |
| 2002         | Palau Velòdrom Lluís Puig, València | Sergi Escobar                           |                   |
| 2003         | Palau Velòdrom Lluís Puig, València | Sergi Escobar                           |                   |
| 2004         | Velòdrom de Son Moix, Palma         | Sergi Escobar                           |                   |
| 2005         | Velòdrom Miguel Indurain, Tafalla   | Carlos Castaño                          |                   |
| 2006         | Velòdrom Miguel Indurain, Tafalla   | Sergi Escobar                           |                   |
| 2007         | Palma Arena, Palma                  | Sergi Escobar                           |                   |
| 2008         | Palma Arena, Palma                  | Sergi Escobar                           |                   |
| 2009         | Palma Arena, Palma                  | David Muntaner                          |                   |
| 2010         | Palma Arena, Palma                  | Sergi Escobar                           |                   |
| 2011         | Palma Arena, Palma                  | David Muntaner                          |                   |
| 2012         | Palma Arena, Palma                  | David Muntaner                          |                   |
| 2013         | Velòdrom Miguel Indurain, Tafalla   | Sebastián Mora                          |                   |
| 2014         | Galapagar                           | Sebastián Mora                          |                   |
| 2015         | Galapagar                           | Sebastián Mora                          |                   |
| 2016         | Palma Arena, Palma                  | Albert Torres                           |                   |
| 2017         | Palma Arena, Palma                  | Albert Torres                           |                   |
| 2018         | Palau Velòdrom Lluís Puig, València | Sebastián Mora                          |                   |
| 2019         | Palau Velòdrom Lluís Puig, València | Albert Torres                           |                   |
| 2020         | Velòdrom Miguel Indurain, Tafalla   | Ajornat per la pandèmia del coronavirus |                   |

### Quilòmetre
| Any  | Seu                                 | Campió                                  | Notes             |
| ---- | ----------------------------------- | --------------------------------------- | ----------------- |
| 1971 | El Tiemblo                          | Valentín Zubieta                        |                   |
| 1972 | Velòdrom de Fadura, Getxo           | Valentín Zubieta                        |                   |
| 1973 | No es va disputar                   | No es va disputar                       | No es va disputar |
| 1974 | Velòdrom d'Anoeta, Sant Sebastià    | Joaquín Izaguirre                       |                   |
| 1975 | Velòdrom d'Anoeta, Sant Sebastià    | Avelino Perea                           |                   |
| 1976 | Velòdrom Andreu Oliver, Algaida     | Francisco Barquiel                      |                   |
| 1977 | Lleida                              | Avelino Perea                           |                   |
| 1978 | Velòdrom d'Anoeta, Sant Sebastià    | Avelino Perea                           |                   |
| 1979 | Velòdrom Andreu Oliver, Algaida     | Avelino Perea                           |                   |
| 1980 | Velòdrom d'Anoeta, Sant Sebastià    | Avelino Perea                           |                   |
| 1981 | Velòdrom d'Anoeta, Sant Sebastià    | Antonio Esparza                         |                   |
| 1982 | Saix                                | Antxon Lekuona                          |                   |
| 1983 | Saragossa                           | Joan Antoni Crespí                      |                   |
| 1984 | Velòdrom d'Horta, Barcelona         | Francisco Javier Quevedo                |                   |
| 1985 | Alcalá de Henares                   | Francisco Javier Quevedo                |                   |
| 1986 | Silla                               | Juan Alandete                           |                   |
| 1987 | Velòdrom d'Horta, Barcelona         | Bernardo González                       |                   |
| 1988 | Velòdrom d'Horta, Barcelona         | José Manuel Moreno                      |                   |
| 1989 | Chiclana de la Frontera             | José Manuel Moreno                      |                   |
| 1990 | Alcalá de Henares                   | José Manuel Moreno                      |                   |
| 1991 | Tomelloso                           | José Manuel Moreno                      |                   |
| 1992 | Palau Velòdrom Lluís Puig, València | José Antonio Escuredo                   |                   |
| 1993 | Palau Velòdrom Lluís Puig, València | José Manuel Moreno                      |                   |
| 1994 | Alcázar de San Juan                 | José Antonio Escuredo                   |                   |
| 1995 | Palau Velòdrom Lluís Puig, València | José Manuel Moreno                      |                   |
| 1996 | Velòdrom de Son Moix, Palma         | José Antonio Escuredo                   |                   |
| 1997 | Velòdrom de Son Moix, Palma         | José Antonio Escuredo                   |                   |
| 1998 | Palau Velòdrom Lluís Puig, València | José Antonio Escuredo                   |                   |
| 1999 | Palau Velòdrom Lluís Puig, València | Diego Ortega                            |                   |
| 2000 | Palau Velòdrom Lluís Puig, València | David Cabrero                           |                   |
| 2001 | Palau Velòdrom Lluís Puig, València | José Antonio Escuredo                   |                   |
| 2002 | Palau Velòdrom Lluís Puig, València | José Antonio Escuredo                   |                   |
| 2003 | Palau Velòdrom Lluís Puig, València | José Antonio Villanueva                 |                   |
| 2004 | Velòdrom de Son Moix, Palma         | Rubén Donet                             |                   |
| 2005 | Velòdrom Miguel Indurain, Tafalla   | Salvador Melià                          |                   |
| 2006 | Velòdrom Miguel Indurain, Tafalla   | Rubén Donet                             |                   |
| 2007 | Palma Arena, Palma                  | Pedro José Vera                         |                   |
| 2008 | Palma Arena, Palma                  | Hodei Mazkiarán                         |                   |
| 2009 | Palma Arena, Palma                  | David Calatayud                         |                   |
| 2010 | Palma Arena, Palma                  | Pablo Aitor Bernal                      |                   |
| 2011 | Palma Arena, Palma                  | Hodei Mazkiarán                         |                   |
| 2012 | Palma Arena, Palma                  | José Moreno                             |                   |
| 2013 | Velòdrom Miguel Indurain, Tafalla   | Hodei Mazkiarán                         |                   |
| 2014 | Galapagar                           | José Moreno                             |                   |
| 2015 | Galapagar                           | José Moreno                             |                   |
| 2016 | Palma Arena, Palma                  | José Moreno                             |                   |
| 2017 | Palma Arena, Palma                  | José Moreno                             |                   |
| 2018 | Palau Velòdrom Lluís Puig, València | José Moreno                             |                   |
| 2019 | Palau Velòdrom Lluís Puig, València | José Moreno                             |                   |
| 2020 | Velòdrom Miguel Indurain, Tafalla   | Ajornat per la pandèmia del coronavirus |                   |

### Keirin
| Any  | Seu                                 | Campió                                  | Notes |
| ---- | ----------------------------------- | --------------------------------------- | ----- |
| 1995 | Palau Velòdrom Lluís Puig, València | José Antonio Escuredo                   |       |
| 1996 | Velòdrom de Son Moix, Palma         | Josep Gayà                              |       |
| 1997 | Velòdrom de Son Moix, Palma         | David Cabrero                           |       |
| 1998 | Palau Velòdrom Lluís Puig, València | José Antonio Escuredo                   |       |
| 1999 | Palau Velòdrom Lluís Puig, València | David Cabrero                           |       |
| 2000 | Palau Velòdrom Lluís Puig, València | David Cabrero                           |       |
| 2001 | Palau Velòdrom Lluís Puig, València | David Cabrero                           |       |
| 2002 | Palau Velòdrom Lluís Puig, València | José Antonio Villanueva                 |       |
| 2003 | Palau Velòdrom Lluís Puig, València | José Antonio Escuredo                   |       |
| 2004 | Velòdrom de Son Moix, Palma         | José Antonio Escuredo                   |       |
| 2005 | Velòdrom Miguel Indurain, Tafalla   | José Antonio Escuredo                   |       |
| 2006 | Velòdrom Miguel Indurain, Tafalla   | José Antonio Escuredo                   |       |
| 2007 | Palma Arena, Palma                  | José Antonio Escuredo                   |       |
| 2008 | Palma Arena, Palma                  | José Antonio Escuredo                   |       |
| 2009 | Palma Arena, Palma                  | José Antonio Escuredo                   |       |
| 2010 | Palma Arena, Palma                  | Itmar Esteban                           |       |
| 2011 | Palma Arena, Palma                  | Hodei Mazkiarán                         |       |
| 2012 | Palma Arena, Palma                  | Rubén Donet                             |       |
| 2013 | Velòdrom Miguel Indurain, Tafalla   | Juan Peralta                            |       |
| 2014 | Galapagar                           | Sergio Aliaga                           |       |
| 2015 | Galapagar                           | José Moreno                             |       |
| 2016 | Palma Arena, Palma                  | Juan Peralta                            |       |
| 2017 | Palma Arena, Palma                  | José Moreno                             |       |
| 2018 | Palau Velòdrom Lluís Puig, València | Juan Peralta                            |       |
| 2019 | Palau Velòdrom Lluís Puig, València | José Moreno                             |       |
| 2020 | Velòdrom Miguel Indurain, Tafalla   | Ajornat per la pandèmia del coronavirus |       |

### Escratx
| Any  | Seu                                 | Campió                                  | Notes |
| ---- | ----------------------------------- | --------------------------------------- | ----- |
| 2002 | Palau Velòdrom Lluís Puig, València | Miquel Alzamora                         |       |
| 2003 | Palau Velòdrom Lluís Puig, València | David Muntaner                          |       |
| 2004 | Velòdrom de Son Moix, Palma         | Joan Llaneras                           |       |
| 2005 | Velòdrom Miguel Indurain, Tafalla   | Aitor Alonso                            |       |
| 2006 | Velòdrom Miguel Indurain, Tafalla   | Miquel Alzamora                         |       |
| 2007 | Palma Arena, Palma                  | Eloy Teruel                             |       |
| 2008 | Palma Arena, Palma                  | Iñaki Anzizar                           |       |
| 2009 | Palma Arena, Palma                  | David Muntaner                          |       |
| 2010 | Palma Arena, Palma                  | Sergi Escobar                           |       |
| 2011 | Palma Arena, Palma                  | Unai Elorriaga                          |       |
| 2012 | Palma Arena, Palma                  | David Muntaner                          |       |
| 2013 | Velòdrom Miguel Indurain, Tafalla   | Albert Torres                           |       |
| 2014 | Galapagar                           | Julio Alberto Amores                    |       |
| 2015 | Galapagar                           | Jaume Albert Muntaner                   |       |
| 2016 | Palma Arena, Palma                  | Albert Torres                           |       |
| 2017 | Palma Arena, Palma                  | Albert Torres                           |       |
| 2018 | Palau Velòdrom Lluís Puig, València | Albert Torres                           |       |
| 2019 | Palau Velòdrom Lluís Puig, València | Albert Torres                           |       |
| 2020 | Velòdrom Miguel Indurain, Tafalla   | Ajornat per la pandèmia del coronavirus |       |

### Òmnium
| Any         | Seu                               | Campió               | Notes             |
| ----------- | --------------------------------- | -------------------- | ----------------- |
| 2010        | Palma Arena, Palma                | David Muntaner       |                   |
| 2011        | Velòdrom Miguel Indurain, Tafalla | David Muntaner       |                   |
| 2012 – 2017 | No es va disputar                 | No es va disputar    | No es va disputar |
| 2018        | Galapagar                         | Julio Alberto Amores |                   |
| 2019        | Palma Arena, Palma                | Albert Torres        |                   |
| 2020        | Palma Arena, Palma                | Juanjo Lobato        |                   |

## Proves masculines per equips

### Madison (americana)
| Any         | Seu                                  | Campió                                | Notes             |
| ----------- | ------------------------------------ | ------------------------------------- | ----------------- |
| 1952        | Pavelló de l'Esport, Barcelona       | Jordi Clarós, Juan Espín              |                   |
| 1953        | Pavelló de l'Esport, Barcelona       | Albert Sant, Pere Sant                |                   |
| 1954 – 1961 | No es va disputar                    | No es va disputar                     | No es va disputar |
| 1962        | Palau d'Esports, Madrid              | Miquel Bover Pons, Miquel Poblet      |                   |
| 1963 – 1968 | No es va disputar                    | No es va disputar                     | No es va disputar |
| 1969        | Palau d'Esports, Madrid              | José Gómez Lucas, Daniel Yuste        |                   |
| 1970 – 1972 | No es va disputar                    | No es va disputar                     | No es va disputar |
| 1973        | Velòdrom de Ca n'Andria, Santa Maria | Antonio Abad, Miquel Espinós          |                   |
| 1974        | Velòdrom de Campos                   | Miquel Adrover, Miquel Espinós        |                   |
| 1975        | Velòdrom de Campos                   | Jaume Bordoy, Miquel Espinós          |                   |
| 1976        | Velòdrom Andreu Oliver, Algaida      | No es va disputar                     |                   |
| 1977        | Lleida                               | José Luis Novillo, Adolfo Marín       |                   |
| 1978        | Velòdrom d'Anoeta, Sant Sebastià     | Avelino Perea, Carlos Peregrina       |                   |
| 1979        | Velòdrom de Mataró                   | Avelino Perea, Carlos Peregrina       |                   |
| 1980        | Velòdrom d'Anoeta, Sant Sebastià     | Avelino Perea, Carlos Peregrina       |                   |
| 1981        | Velòdrom d'Anoeta, Sant Sebastià     | Avelino Perea, Carlos Peregrina       |                   |
| 1982        | Saix                                 | Ramón Cousillas, Fernando Olloquiegui |                   |
| 1983        | Saragossa                            | Pablo Moreno, Juan Carlos Pliego      |                   |
| 1984        | Velòdrom d'Horta, Barcelona          | Jesús Cruz Martín, Juan Carlos Pliego |                   |
| 1985        | Alcalá de Henares                    | Jesús Cruz Martín, Juan Carlos Pliego |                   |
| 1986        | Silla                                | Juan Alandete, José Ricardo Soler     |                   |
| 1987        | Velòdrom d'Horta, Barcelona          | Josep Alfons Anguera, Daniel Moreno   |                   |
| 1988        | Velòdrom d'Horta, Barcelona          | Eleuterio Mancebo, Agustín Sebastiá   |                   |
| 1989        | Chiclana de la Frontera              | Xabier Isasa, Imanol Mugarza          |                   |
| 1990        | Alcalá de Henares                    | Iñaki Aiarzagüena, Imanol Mugarza     |                   |
| 1991        | Tomelloso                            | Iñaki Aranguren, Imanol Mugarza       |                   |
| 1992        | Palau Velòdrom Lluís Puig, València  | José Carlos Berna, Alberto Roca       |                   |
| 1993        | Palau Velòdrom Lluís Puig, València  | José Barea, Santos González           |                   |
| 1994        | Alcázar de San Juan                  | Oier Alberdi, Joseba Olaso            |                   |
| 1995        | Palau Velòdrom Lluís Puig, València  | Oier Alberdi, Joseba Olaso            |                   |
| 1996        | Velòdrom de Son Moix, Palma          | Miquel Alzamora, Antoni Porras        |                   |
| 1997        | Velòdrom de Son Moix, Palma          | Iván Herrero, Guillermo Ferrer        |                   |
| 1998        | Palau Velòdrom Lluís Puig, València  | Xavier Florencio, Isaac Gálvez        |                   |
| 1999        | No es va disputar                    | No es va disputar                     | No es va disputar |
| 2000        | Palau Velòdrom Lluís Puig, València  | Javier Carrión, José Francisco Jarque |                   |
| 2001        | Palau Velòdrom Lluís Puig, València  | Aitor Alonso, Asier Maeztu            |                   |
| 2002        | Palau Velòdrom Lluís Puig, València  | Abraham Del Caño, Jorge Merino        |                   |
| 2003        | Palau Velòdrom Lluís Puig, València  | Javier Carrión, Guillermo Ferrer      |                   |
| 2004        | Velòdrom de Son Moix, Palma          | Sergi Escobar, Antoni Miguel          |                   |
| 2005        | Velòdrom Miguel Indurain, Tafalla    | Mikel Gaztañaga, Asier Maeztu         |                   |
| 2006        | Velòdrom Miguel Indurain, Tafalla    | Antonio Miguel, Carles Torrent        |                   |
| 2007        | Palma Arena, Palma                   | Aitor Alonso, Unai Elorriaga          |                   |
| 2008        | Palma Arena, Palma                   | Miquel Alzamora, Antoni Tauler        |                   |
| 2009        | Palma Arena, Palma                   | Unai Elorriaga, Asier Maeztu          |                   |
| 2010        | Palma Arena, Palma                   | David Muntaner, Albert Torres         |                   |
| 2011        | Palma Arena, Palma                   | David Muntaner, Albert Torres         |                   |
| 2012        | Palma Arena, Palma                   | David Muntaner, Albert Torres         |                   |
| 2013        | Velòdrom Miguel Indurain, Tafalla    | David Muntaner, Albert Torres         |                   |
| 2014        | Galapagar                            | Julio Alberto Amores, Sebastián Mora  |                   |
| 2015        | Galapagar                            | Julio Alberto Amores, Sebastián Mora  |                   |
| 2016        | Palma Arena, Palma                   | Xavier Cañellas, Albert Torres        |                   |
| 2017        | Palma Arena, Palma                   | Xavier Cañellas, Albert Torres        |                   |
| 2018        | Palau Velòdrom Lluís Puig, València  | Sebastián Mora, Óscar Pelegrí         |                   |
| 2019        | Palau Velòdrom Lluís Puig, València  | Xavier Cañellas, Albert Torres        |                   |
| 2020        | Galapagar                            | Xabier Azparren, Illart Zuazubiskar   |                   |

### Persecució
| Any  | Seu                                  | Campió                                                                                        | Notes |
| ---- | ------------------------------------ | --------------------------------------------------------------------------------------------- | ----- |
| 1974 | Velòdrom d'Anoeta, Sant Sebastià     | Guipúscoa                                                                                     |       |
| 1975 | Velòdrom d'Anoeta, Sant Sebastià     | Illes Balears (Ferran Benejam, Jaume Bordoy, Bartomeu Caldentey i Miquel Espinós)             |       |
| 1976 | Velòdrom Andreu Oliver, Algaida      | Catalunya (José F. Bellido, Jordi Olives, Ramon Peremartí i Jaume Vilamajó)                   |       |
| 1977 | Lleida                               | Guipúscoa                                                                                     |       |
| 1978 | Velòdrom d'Anoeta, Sant Sebastià     | Guipúscoa (Juan I. Elosegui, Vicente Iza, Avelino Perea i Carlos Peregrina)                   |       |
| 1979 | Velòdrom Andreu Oliver, Algaida      | Guipúscoa (Juan I. Elosegui, Carlos Peregrina, J. Ruiz, Vielba)                               |       |
| 1980 | Velòdrom d'Anoeta, Sant Sebastià     | Guipúscoa (Francisco Domingo, Juan I. Elosegui, Avelino Perea i Carlos Peregrina)             |       |
| 1981 | Velòdrom d'Anoeta, Sant Sebastià     | Guipúscoa (Juan I. Elosegui, Fernando Olloquiegui, Carlos Peregrina i Peio Ruiz Cabestany)    |       |
| 1982 | Saix                                 | Guipúscoa                                                                                     |       |
| 1983 | Saragossa                            | Guipúscoa (Juan I. Elosegui, Otegui, Carlos Peregrina i Peio Ruiz Cabestany)                  |       |
| 1984 | Velòdrom d'Horta, Barcelona          | Província de Castelló (José A. Artigas, A. Gavara, Agustín Sebastiá i José L. Vicent)         |       |
| 1985 | Alcalá de Henares                    | Madrid                                                                                        |       |
| 1986 | Silla                                | Província de Castelló (José A. Artigas, Sebastián Monlleo, Agustín Sebastiá i José L. Vicent) |       |
| 1987 | Velòdrom d'Horta, Barcelona          | (Gabilán, Eleuterio Mancebo, Agustín Sebastiá i Miguel A. Toledo)                             |       |
| 1988 | Velòdrom d'Horta, Barcelona          | Guipúscoa (Xabier Isasa, José A. Martiarena, Xabier Usabiaga i Uranda)                        |       |
| 1989 | Chiclana de la Frontera              | (Joan Llaneras, Serafí Riera, Ramon Ros i Joan C. Tomás)                                      |       |
| 1990 | Alcalá de Henares                    | (Iñaki Aranguren, Xabier Isasa, I. Mugurza i Pérez)                                           |       |
| 1991 | Tomelloso                            | (José Barea, Vicente Benaches, Gregorio Humanes i Eleuterio Mancebo)                          |       |
| 1992 | Palau Velòdrom Lluís Puig, València  | (José Barea, Vicente Benaches, Fernando Escoda, Santos González i Eleuterio Mancebo           |       |
| 1993 | Palau Velòdrom Lluís Puig, València  | (José Barea, Santos González, José F. Jarque i Miguel A. Toledo)                              |       |
| 1994 | Alcázar de San Juan                  | (Fernando Escoda, Guillermo Ferrer, Santos González i Iván Herrero)                           |       |
| 1995 | Palau Velòdrom Lluís Puig, València  | (Codina, Isaac Gálvez, Jonathan Garrido i Sánchez)                                            |       |
| 1996 | Velòdrom de Son Moix, Palma          | (V. Calvo, Guillermo Ferrer, Santos González i José F. Jarque)                                |       |
| 1997 | Velòdrom de Son Moix, Palma          | (Sergi Escobar, J.M. Fernández, Isaac Gálvez i O. Gomis)                                      |       |
| 1998 | Palau Velòdrom Lluís Puig, València  | (Miquel Alzamora, Jordi Gª Campalans, Joan Llaneras i Toni Tauler)                            |       |
| 1999 | Palau Velòdrom Lluís Puig, Valpencia | (Sergi Escobar, Xavier Florencio, Isaac Gálvez i Carles Torrent)                              |       |
| 2000 | Palau Velòdrom Lluís Puig, València  | (Sergi Escobar, Isaac Gálvez, David Regal i Carles Torrent)                                   |       |
| 2001 | Palau Velòdrom Lluís Puig, València  | (Javier Carrión, Guillermo Ferrer, Cristóbal Forcadell i D. Navarro)                          |       |
| 2002 | Palau Velòdrom Lluís Puig, València  | (Javier Carrión, Iván Díaz, Guillermo Ferrer i Cristóbal Forcadell)                           |       |
| 2003 | Palau Velòdrom Lluís Puig, València  | (Sergi Escobar, I. Escolà, Sebastià Franco i Antoni Miguel)                                   |       |
| 2004 | Velòdrom de Son Moix, Palma          | (Sergi Escobar, Sebastià Franco, Antoni Miguel i Albert Ramiro)                               |       |
| 2005 | Velòdrom Miguel Indurain, Tafalla    | (Aitor Alonso, Unai Elorriaga, Mikel Gaztañaga i Asier Maeztu)                                |       |
| 2006 | Velòdrom Miguel Indurain, Tafalla    | (Sergi Escobar, Antoni Miguel, Joaquim Soler i Carles Torrent)                                |       |
| 2007 | Palma Arena, Palma                   | (Sergi Escobar, Antoni Miguel, Albert Ramiro i Carles Torrent)                                |       |
| 2008 | Palma Arena, Palma                   | (Miquel Alzamora, (David Muntaner, Toni Tauler i (Albert Torres)                              |       |
| 2009 | Palma Arena, Palma                   | (Sergi Escobar, Carlos Herrero, Antoni Miguel i Carles Torrent)                               |       |
| 2010 | Palma Arena, Palma                   | (Pablo Aitor Bernal, (Rubén Fernández, Luis León Sánchez i Eloy Teruel)                       |       |
| 2011 | Palma Arena, Palma                   | (David Muntaner, Jaume A. Muntaner, Vicenç Pastor i Albert Torres)                            |       |
| 2012 | Palma Arena, Palma                   | (Francisco Martí, David Muntaner, Jaume A. Muntaner i Albert Torres)                          |       |
| 2013 | Velòdrom Miguel Indurain, Tafalla    | (David Muntaner, Jaume A. Muntaner, Vicenç Pastor i Albert Torres)                            |       |
| 2014 | Galapagar                            | (Marc Buades, Jaume A. Muntaner, Vicenç Pastor i Albert Torres)                               |       |
| 2015 | Galapagar                            | (Xavier Cañellas, David Muntaner, Jaume A. Muntaner i Albert Torres)                          |       |
| 2016 | Palma Arena, Palma                   | (Antoni Ballester, Marc Buades, Xavier Cañellas i Albert Torres)                              |       |
| 2017 | Palma Arena, Palma                   | (Joan M. Bennàssar, Marc Buades, Xavier Cañellas i Albert Torres)                             |       |
| 2018 | Palau Velòdrom Lluís Puig, València  | (Marc Buades, Xavier Cañellas, Pau Llaneras i Albert Torres)                                  |       |
| 2019 | Palau Velòdrom Lluís Puig, València  | (Josep Blanco, Marc Buades, Xavier Cañellas i Albert Torres)                                  |       |
| 2020 | Velòdrom Miguel Indurain, Tafalla    | Ajornat per la pandèmia del coronavirus                                                       |       |

### Velocitat
| Any  | Seu                                 | Campió                                              | Notes |
| ---- | ----------------------------------- | --------------------------------------------------- | ----- |
| 1994 | Alcázar de San Juan                 | (José Barea, Fernando Escoda i Salvador Meliá)      |       |
| 1995 | Palau Velòdrom Lluís Puig, València | (José M. Moreno, Diego Ortega i Juan M. Sánchez)    |       |
| 1996 | Velòdrom de Son Moix, Palma         | (A. García, Diego Ortega i Juan M. Sánchez)         |       |
| 1997 | Velòdrom de Son Moix, Palma         | (Gerard Bertrán, José A. Escuredo i Isaac Gálvez)   |       |
| 1998 | Palau Velòdrom Lluís Puig, València | (José M. Moreno, Diego Ortega i Juan M. Sánchez)    |       |
| 1999 | Palau Velòdrom Lluís Puig, València | (José A. Escuredo, Diego Ortega i Juan M. Sánchez)  |       |
| 2000 | Palau Velòdrom Lluís Puig, València | (David Cabrero, T. Sánchez i José A. Villanueva)    |       |
| 2001 | Palau Velòdrom Lluís Puig, València | (David Cabrero, I. Pérez i José A. Villanueva)      |       |
| 2002 | Palau Velòdrom Lluís Puig, València | (Rubén Donet, Salvador Meliá i Adrián Sánchez)      |       |
| 2003 | Palau Velòdrom Lluís Puig, València | (Rafael Fernández, Salvador Meliá i Adrián Sánchez) |       |
| 2004 | Velòdrom de Son Moix, Palma         | (Rubén Donet, Salvador Meliá i Adrián Sánchez)      |       |
| 2005 | Velòdrom Miguel Indurain, Tafalla   | (José A. Escuredo, Itmar Esteban i Alfred Moreno)   |       |
| 2006 | Velòdrom Miguel Indurain, Tafalla   | (José A. Escuredo, Itmar Esteban i Alfred Moreno)   |       |
| 2007 | Palma Arena, Palma                  | (José A. Escuredo, Itmar Esteban i Alfred Moreno)   |       |
| 2008 | Palma Arena, Palma                  | (José A. Escuredo, Itmar Esteban i Alfred Moreno)   |       |
| 2009 | Palma Arena, Palma                  | (José A. Escuredo, Itmar Esteban i Alfred Moreno)   |       |
| 2010 | Palma Arena, Palma                  | (David Alonso, Tomeu Gelabert i David Muntaner)     |       |
| 2011 | Palma Arena, Palma                  | (David Alonso, Josep M. Caldentey i Rubén Donet)    |       |
| 2012 | Palma Arena, Palma                  | (Sergio Aliaga, José Moreno i Juan Peralta)         |       |
| 2013 | Velòdrom Miguel Indurain, Tafalla   | (Sergio Aliaga, José Moreno i Juan Peralta)         |       |
| 2014 | Galapagar                           | (Sergio Aliaga, José Moreno i Juan Peralta)         |       |
| 2015 | Galapagar                           | (Sergio Aliaga, César O. Ayala i Juan Peralta)      |       |
| 2016 | Palma Arena, Palma                  | (Itmar Esteban, Ferrán López i Manel Usach)         |       |
| 2017 | Palma Arena, Palma                  | (Sergio Aliaga, Juan Peralta i Enrique Sanz)        |       |
| 2018 | Palau Velòdrom Lluís Puig, València | (Itmar Esteban, Gerard García Gómez i Manel Usach)  |       |
| 2019 | Palau Velòdrom Lluís Puig, València | (Ekain Jiménez, Iñaki Lekuona i Aritz Urra)         |       |
| 2020 | Velòdrom Miguel Indurain, Tafalla   | Ajornat per la pandèmia del coronavirus             |       |

## Proves femenines individuals

### Velocitat
| Any  | Seu                                 | Campió                                  | Notes |
| ---- | ----------------------------------- | --------------------------------------- | ----- |
| 1987 | Velòdrom de Son Moix, Palma         | Kontxi Karballeda                       |       |
| 1988 | Chiclana de la Frontera             | Maria Mora                              |       |
| 1989 | Chiclana de la Frontera             | Maria Mora                              |       |
| 1990 | Alcalá de Henares                   | Sonia Julián                            |       |
| 1991 | Tomelloso                           | Aitziber Irazustabarrena                |       |
| 1992 | Palau Velòdrom Lluís Puig, València | Sonia Julián                            |       |
| 1993 | Palau Velòdrom Lluís Puig, València | Ainhoa Ostolaza                         |       |
| 1994 | Alcázar de San Juan                 | Ainhoa Ostolaza                         |       |
| 1995 | Palau Velòdrom Lluís Puig, València | Ainhoa Ostolaza                         |       |
| 1996 | Velòdrom de Son Moix, Palma         | Rosa Bravo                              |       |
| 1997 | Velòdrom de Son Moix, Palma         | Rosa Bravo                              |       |
| 1998 | Palau Velòdrom Lluís Puig, València | Izaskun Bengoa                          |       |
| 1999 | Palau Velòdrom Lluís Puig, València | Rosa Bravo                              |       |
| 2000 | Palau Velòdrom Lluís Puig, València | Arantxa del Río                         |       |
| 2001 | Palau Velòdrom Lluís Puig, València | Gema Pascual                            |       |
| 2002 | Palau Velòdrom Lluís Puig, València | Belén López                             |       |
| 2003 | Palau Velòdrom Lluís Puig, València | Belén López                             |       |
| 2004 | Velòdrom de Son Moix, Palma         | Gema Pascual                            |       |
| 2005 | Palau Velòdrom Lluís Puig, València | Leire Olaberria                         |       |
| 2006 | Velòdrom Miguel Indurain, Tafalla   | Leire Olaberria                         |       |
| 2007 | Palma Arena, Palma                  | Helena Casas                            |       |
| 2008 | Palma Arena, Palma                  | Helena Casas                            |       |
| 2009 | Palma Arena, Palma                  | Helena Casas                            |       |
| 2010 | Palma Arena, Palma                  | Helena Casas                            |       |
| 2011 | Palma Arena, Palma                  | Tania Calvo                             |       |
| 2012 | Palma Arena, Palma                  | Helena Casas                            |       |
| 2013 | Velòdrom Miguel Indurain, Tafalla   | Helena Casas                            |       |
| 2014 | Galapagar                           | Helena Casas                            |       |
| 2015 | Galapagar                           | Tania Calvo                             |       |
| 2016 | Palma Arena, Palma                  | Helena Casas                            |       |
| 2017 | Palma Arena, Palma                  | Helena Casas                            |       |
| 2018 | Palau Velòdrom Lluís Puig, València | Tania Calvo                             |       |
| 2019 | Palau Velòdrom Lluís Puig, València | Tania Calvo                             |       |
| 2020 | Velòdrom Miguel Indurain, Tafalla   | Ajornat per la pandèmia del coronavirus |       |

### Persecució
| Any  | Seu                                 | Campió                                  | Notes             |
| ---- | ----------------------------------- | --------------------------------------- | ----------------- |
| 1987 | Velòdrom de Son Moix, Palma         | Maria Mora                              |                   |
| 1988 | Chiclana de la Frontera             | Maria Mora                              |                   |
| 1989 | Chiclana de la Frontera             | Maria Mora                              |                   |
| 1990 | Alcalá de Henares                   | Josune Gorostidi                        |                   |
| 1991 | Tomelloso                           | Josune Gorostidi                        |                   |
| 1992 | No es va disputar                   | No es va disputar                       | No es va disputar |
| 1993 | Palau Velòdrom Lluís Puig, València | Núria Florencio                         |                   |
| 1994 | Alcázar de San Juan                 | Ainhoa Ostolaza                         |                   |
| 1995 | Palau Velòdrom Lluís Puig, València | Núria Florencio                         |                   |
| 1996 | Velòdrom de Son Moix, Palma         | Dori Ruano                              |                   |
| 1997 | Velòdrom de Son Moix, Palma         | Dori Ruano                              |                   |
| 1998 | Palau Velòdrom Lluís Puig, València | Dori Ruano                              |                   |
| 1999 | Palau Velòdrom Lluís Puig, València | Dori Ruano                              |                   |
| 2000 | Palau Velòdrom Lluís Puig, València | Ruth Moll                               |                   |
| 2001 | Palau Velòdrom Lluís Puig, València | Gema Pascual                            |                   |
| 2002 | Palau Velòdrom Lluís Puig, València | Marta Vilajosana                        |                   |
| 2003 | Palau Velòdrom Lluís Puig, València | Gema Pascual                            |                   |
| 2004 | Velòdrom de Son Moix, Palma         | Gema Pascual                            |                   |
| 2005 | Palau Velòdrom Lluís Puig, València | Gema Pascual                            |                   |
| 2006 | Velòdrom Miguel Indurain, Tafalla   | Gema Pascual                            |                   |
| 2007 | Palma Arena, Palma                  | Leire Olaberria                         |                   |
| 2008 | Palma Arena, Palma                  | Leire Olaberria                         |                   |
| 2009 | Palma Arena, Palma                  | Leire Olaberria                         |                   |
| 2010 | Palma Arena, Palma                  | Leire Olaberria                         |                   |
| 2011 | Palma Arena, Palma                  | Leire Olaberria                         |                   |
| 2012 | Palma Arena, Palma                  | Ana Usabiaga                            |                   |
| 2013 | Velòdrom Miguel Indurain, Tafalla   | Irene Usabiaga                          |                   |
| 2014 | Galapagar                           | Irene Usabiaga                          |                   |
| 2015 | Galapagar                           | Leire Olaberria                         |                   |
| 2016 | Palma Arena, Palma                  | Gloria Rodríguez                        |                   |
| 2017 | Palma Arena, Palma                  | Sandra Alonso                           |                   |
| 2018 | Palau Velòdrom Lluís Puig, València | Gloria Rodríguez                        |                   |
| 2019 | Palau Velòdrom Lluís Puig, València | Sandra Alonso                           |                   |
| 2020 | Velòdrom Miguel Indurain, Tafalla   | Ajornat per la pandèmia del coronavirus |                   |

### Puntuació
| Any  | Seu                                 | Campió                                  | Notes |
| ---- | ----------------------------------- | --------------------------------------- | ----- |
| 1993 | Palau Velòdrom Lluís Puig, València | Ainhoa Ostolaza                         |       |
| 1994 | Alcázar de San Juan                 | Ainhoa Ostolaza                         |       |
| 1995 | Palau Velòdrom Lluís Puig, València | Núria Florencio                         |       |
| 1996 | Velòdrom de Son Moix, Palma         | Dori Ruano                              |       |
| 1997 | Velòdrom de Son Moix, Palma         | Dori Ruano                              |       |
| 1998 | Palau Velòdrom Lluís Puig, València | Dori Ruano                              |       |
| 1999 | Palau Velòdrom Lluís Puig, València | Montserrat Alonso                       |       |
| 2000 | Palau Velòdrom Lluís Puig, València | Dori Ruano                              |       |
| 2001 | Palau Velòdrom Lluís Puig, València | Aranzazu Azpiroz                        |       |
| 2002 | Palau Velòdrom Lluís Puig, València | Gema Pascual                            |       |
| 2003 | Palau Velòdrom Lluís Puig, València | Gema Pascual                            |       |
| 2004 | Velòdrom de Son Moix, Palma         | Gema Pascual                            |       |
| 2005 | Palau Velòdrom Lluís Puig, València | Gema Pascual                            |       |
| 2006 | Velòdrom Miguel Indurain, Tafalla   | Gema Pascual                            |       |
| 2007 | Palma Arena, Palma                  | Eneritz Iturriaga                       |       |
| 2008 | Palma Arena, Palma                  | Leire Olaberria                         |       |
| 2009 | Palma Arena, Palma                  | Leire Olaberria                         |       |
| 2010 | Palma Arena, Palma                  | Leire Olaberria                         |       |
| 2011 | Palma Arena, Palma                  | Leire Olaberria                         |       |
| 2012 | Palma Arena, Palma                  | Irene Usabiaga                          |       |
| 2013 | Velòdrom Miguel Indurain, Tafalla   | Ana Usabiaga                            |       |
| 2014 | Galapagar                           | Irene Usabiaga                          |       |
| 2015 | Galapagar                           | Leire Olaberria                         |       |
| 2016 | Palma Arena, Palma                  | Ana Usabiaga                            |       |
| 2017 | Palma Arena, Palma                  | Cristina Martínez                       |       |
| 2018 | Palau Velòdrom Lluís Puig, València | Ana Usabiaga                            |       |
| 2019 | Palau Velòdrom Lluís Puig, València | Irene Usabiaga                          |       |
| 2020 | Velòdrom Miguel Indurain, Tafalla   | Ajornat per la pandèmia del coronavirus |       |

### 500 metres
| Any  | Seu                                 | Campió                                  | Notes |
| ---- | ----------------------------------- | --------------------------------------- | ----- |
| 1995 | Palau Velòdrom Lluís Puig, València | Rosa Bravo                              |       |
| 1996 | Velòdrom de Son Moix, Palma         | Rosa Bravo                              |       |
| 1997 | Velòdrom de Son Moix, Palma         | Rosa Bravo                              |       |
| 1998 | Palau Velòdrom Lluís Puig, València | Rosa Bravo                              |       |
| 1999 | Palau Velòdrom Lluís Puig, València | Rosa Bravo                              |       |
| 2000 | Palau Velòdrom Lluís Puig, València | Rosa Bravo                              |       |
| 2001 | Palau Velòdrom Lluís Puig, València | Gema Pascual                            |       |
| 2002 | Palau Velòdrom Lluís Puig, València | Ainhoa Pagola                           |       |
| 2003 | Palau Velòdrom Lluís Puig, València | Ainhoa Pagola                           |       |
| 2004 | Velòdrom de Son Moix, Palma         | Ainhoa Pagola                           |       |
| 2005 | Palau Velòdrom Lluís Puig, València | Leire Olaberria                         |       |
| 2006 | Velòdrom Miguel Indurain, Tafalla   | Ainhoa Pagola                           |       |
| 2007 | Palma Arena, Palma                  | Helena Casas                            |       |
| 2008 | Palma Arena, Palma                  | Helena Casas                            |       |
| 2009 | Palma Arena, Palma                  | Helena Casas                            |       |
| 2010 | Palma Arena, Palma                  | Helena Casas                            |       |
| 2011 | Palma Arena, Palma                  | Tania Calvo                             |       |
| 2012 | Palma Arena, Palma                  | Tania Calvo                             |       |
| 2013 | Velòdrom Miguel Indurain, Tafalla   | Tania Calvo                             |       |
| 2014 | Galapagar                           | Tania Calvo                             |       |
| 2015 | Galapagar                           | Tania Calvo                             |       |
| 2016 | Palma Arena, Palma                  | Tania Calvo                             |       |
| 2017 | Palma Arena, Palma                  | Helena Casas                            |       |
| 2018 | Palau Velòdrom Lluís Puig, València | Tania Calvo                             |       |
| 2019 | Palau Velòdrom Lluís Puig, València | Tania Calvo                             |       |
| 2020 | Velòdrom Miguel Indurain, Tafalla   | Ajornat per la pandèmia del coronavirus |       |

### Keirin
| Any  | Seu                                 | Campió                                  | Notes |
| ---- | ----------------------------------- | --------------------------------------- | ----- |
| 2002 | Palau Velòdrom Lluís Puig, València | Belén López                             |       |
| 2003 | Palau Velòdrom Lluís Puig, València | Belén López                             |       |
| 2004 | Velòdrom de Son Moix, Palma         | Leire Olaberria                         |       |
| 2005 | Palau Velòdrom Lluís Puig, València | Leire Olaberria                         |       |
| 2006 | Velòdrom Miguel Indurain, Tafalla   | Leire Olaberria                         |       |
| 2007 | Palma Arena, Palma                  | Leire Olaberria                         |       |
| 2008 | Palma Arena, Palma                  | Leire Olaberria                         |       |
| 2009 | Palma Arena, Palma                  | Helena Casas                            |       |
| 2010 | Palma Arena, Palma                  | Helena Casas                            |       |
| 2011 | Palma Arena, Palma                  | Helena Casas                            |       |
| 2012 | Palma Arena, Palma                  | Helena Casas                            |       |
| 2013 | Velòdrom Miguel Indurain, Tafalla   | Helena Casas                            |       |
| 2014 | Galapagar                           | Tania Calvo                             |       |
| 2015 | Galapagar                           | Tania Calvo                             |       |
| 2016 | Palma Arena, Palma                  | Helena Casas                            |       |
| 2017 | Palma Arena, Palma                  | Tania Calvo                             |       |
| 2018 | Palau Velòdrom Lluís Puig, València | Helena Casas                            |       |
| 2019 | Palau Velòdrom Lluís Puig, València | Helena Casas                            |       |
| 2020 | Velòdrom Miguel Indurain, Tafalla   | Ajornat per la pandèmia del coronavirus |       |

### Escratx
| Any  | Seu                                 | Campió                                  | Notes |
| ---- | ----------------------------------- | --------------------------------------- | ----- |
| 2002 | Palau Velòdrom Lluís Puig, València | Gema Pascual                            |       |
| 2003 | Palau Velòdrom Lluís Puig, València | Gema Pascual                            |       |
| 2004 | Velòdrom de Son Moix, Palma         | Gema Pascual                            |       |
| 2005 | Palau Velòdrom Lluís Puig, València | Patricia Pérez                          |       |
| 2006 | Velòdrom Miguel Indurain, Tafalla   | Gema Pascual                            |       |
| 2007 | Palma Arena, Palma                  | Leire Olaberria                         |       |
| 2008 | Palma Arena, Palma                  | Leire Olaberria                         |       |
| 2009 | Palma Arena, Palma                  | Leire Olaberria                         |       |
| 2010 | Palma Arena, Palma                  | Leire Olaberria                         |       |
| 2011 | Palma Arena, Palma                  | Leire Olaberria                         |       |
| 2012 | Palma Arena, Palma                  | Mar Bonnin                              |       |
| 2013 | Velòdrom Miguel Indurain, Tafalla   | Ana Usabiaga                            |       |
| 2014 | Galapagar                           | Ana Usabiaga                            |       |
| 2015 | Galapagar                           | Mar Bonnin                              |       |
| 2016 | Palma Arena, Palma                  | Ana Usabiaga                            |       |
| 2017 | Palma Arena, Palma                  | Ana Usabiaga                            |       |
| 2018 | Palau Velòdrom Lluís Puig, València | Ana Usabiaga                            |       |
| 2019 | Palau Velòdrom Lluís Puig, València | Irene Usabiaga                          |       |
| 2020 | Velòdrom Miguel Indurain, Tafalla   | Ajornat per la pandèmia del coronavirus |       |

### Òmnium
| Any         | Seu                               | Campió            | Notes             |
| ----------- | --------------------------------- | ----------------- | ----------------- |
| 2010        | Palma Arena, Palma                | Leire Olaberria   |                   |
| 2011        | Velòdrom Miguel Indurain, Tafalla | Ana Usabiaga      |                   |
| 2012 – 2017 | No es va disputar                 | No es va disputar | No es va disputar |
| 2018        | Galapagar                         | Irene Usabiaga    |                   |
| 2019        | Palma Arena, Palma                | Eukene Larrarte   |                   |
| 2020        | Palma Arena, Palma                | Ana Usabiaga      |                   |

## Proves femenines per equips

### Velocitat
| Any  | Seu                                 | Campió                                  | Notes |
| ---- | ----------------------------------- | --------------------------------------- | ----- |
| 2009 | Palma Arena, Palma                  | (Ainhoa Pagola i Ana Usabiaga)          |       |
| 2010 | Palma Arena, Palma                  | (Helena Casas i Alba Díez)              |       |
| 2011 | Palma Arena, Palma                  | (Tania Calvo i Ana Usabiaga)            |       |
| 2012 | Palma Arena, Palma                  | (Tania Calvo i Ana Usabiaga)            |       |
| 2013 | Velòdrom Miguel Indurain, Tafalla   | (Tania Calvo i Ana Usabiaga)            |       |
| 2014 | Galapagar                           | (Tania Calvo i Ana Usabiaga)            |       |
| 2015 | Galapagar                           | (Tania Calvo i Ana Usabiaga)            |       |
| 2016 | Palma Arena, Palma                  | (Tania Calvo i Ana Usabiaga)            |       |
| 2017 | Palma Arena, Palma                  | (Tania Calvo i Leire Olaberria)         |       |
| 2018 | Palau Velòdrom Lluís Puig, València | (Helena Casas i María Banlles)          |       |
| 2019 | Palau Velòdrom Lluís Puig, València | (Helena Casas i Diana Pérez)            |       |
| 2020 | Velòdrom Miguel Indurain, Tafalla   | Ajornat per la pandèmia del coronavirus |       |

### Persecució
| Any  | Seu                                 | Campió                                                         | Notes                                     |
| ---- | ----------------------------------- | -------------------------------------------------------------- | ----------------------------------------- |
| 2009 | Palma Arena, Palma                  | Eneritz Iturriaga, Leire Olaberria i Ana Usabiaga)             |                                           |
| 2010 | Palma Arena, Palma                  | (Olatz Ferrán, Leire Olaberria i Ana Usabiaga)                 |                                           |
| 2011 | No es va disputar                   | No es va disputar                                              | No es va disputar                         |
| 2012 | Palma Arena, Palma                  | (Olatz Ferrán, Ana Usabiaga i Irene Usabiaga)                  |                                           |
| 2013 | No es va disputar                   | No es va disputar                                              | No es va disputar                         |
| 2014 | Galapagar                           | (Ane Iriarte, Eider Unanue, Ana Usabiaga i Irene Usabiaga)     |                                           |
| 2015 | Galapagar                           | (Ziortza Isasi, Naia Leonet, Ana Usabiaga i Irene Usabiaga)    |                                           |
| 2016 | Palma Arena, Palma                  | (Ane Iriarte, Ziortza Isasi, Eukene Larrarte i Irene Usabiaga) |                                           |
| 2017 | Palma Arena, Palma                  | (Ane Iriarte, Ziortza Isasi, Ana Usabiaga i Irene Usabiaga)    |                                           |
| 2018 | Palau Velòdrom Lluís Puig, València | No es va disputar                                              | No disputat per manca d'equips suficients |
| 2019 | Palau Velòdrom Lluís Puig, València | (Aroa Gorostiza, Ziortza Isasi, Ana Usabiaga i Irene Usabiaga) |                                           |
| 2020 | Velòdrom Miguel Indurain, Tafalla   | Ajornat per la pandèmia del coronavirus                        |                                           |

### Madison (americana)
| Any  | Seu                                 | Campió                              | Notes |
| ---- | ----------------------------------- | ----------------------------------- | ----- |
| 2017 | Palma Arena, Palma                  | (Eukene Larrarte i Leire Olaberria) |       |
| 2018 | Palau Velòdrom Lluís Puig, València | (Tania Calvo i Eukene Larrarte)     |       |
| 2019 | Palau Velòdrom Lluís Puig, València | (Tania Calvo i Eukene Larrarte)     |       |
| 2020 | Galapagar                           | (Tania Calvo i Eukene Larrarte)     |       |